# The Blue Jean Rockers
The Blue Jean Rockers foi uma das primeiras bandas de rock do Brasil. Formado em 1956, o The Blue Jeans Rockers foi o embrião do futuro grupo Luizinho e Seus Dinamites, uma espécie de transição entre o rock dos anos cinqüenta e a Jovem Guarda. Integravam a banda Luizinho e Luiz Henrique (vocais), Afonso (violão), Lafayette (piano), Don Nilton (baixo), Paixão (sax), Roberto (bateria) e Beliene (violão tenor de 4 cordas). 
Entraram para a história da música brasileira por terem gravado, em 1958, a primeira canção de rock instrumental do país - “Here’s The Blue Jean Rockers”, num compacto 78 rpm lançado pelo selo Tiger. No outro lado do LP havia uma versão cover de Blue Suede Shoes de Carl Perkins também performado pelo The Blue Jean Rockers.
Anos mais tarde, a música Here’s The Blue Jean Rockers seria usada como tema do programa "Senhor F – A História Secreta do Rock Brasileiro".